# Гугін Юрій Вікторович
Юрій Вікторович Гугін (нар. 23 січня 1964, м. Макарів, Київська область) — голова Державної служби з питань інвалідів та ветеранів України (з 4 червня 2014 по 19 листопада 2014).

## Освіта
Київське вище загальновійськове командне училище.

## Кар'єра
1985–1995 — служба в збройних силах.
Жовтень 1985 — лютий 1988 — служба у Республіці Афганістан.
Працював в Кабінеті Міністрів України, помічником-консультантом народного депутата України, помічником Міністра оборони України.
Нагороджений орденом «Червона Зірка», орденом «Червоного Прапора» іншими державними нагородами, а також Почесною грамотою Верховної Ради України, Подякою Кабінету Міністрів України.
4 червня 2014 року розпорядженням Кабінету Міністрів України № 542-р. призначений Головою Державної служби з питань інвалідів та ветеранів України.
Полковник запасу, учасник бойових дій.
Державний службовець 5-го рангу.